# Laurent Gbagbo
Laurent Koudou Gbagbo (Gagnoa, 31 maggio 1945) è un politico ivoriano, Presidente della Costa d'Avorio dal 26 ottobre 2000 al 4 dicembre 2010.

## Biografia
Nato da una famiglia Bété di Gagnoa, è stato professore di storia all'università di Cocody-Abidjan e successivamente preside della facoltà di Lingue e Culture. Nel 1982 fondò il Fronte Popolare Ivoriano (FPI), partito politico. Nel 1985 fu costretto all'esilio in Francia, ma rientrò in Costa d'Avorio nel 1988. Gbagbo partecipò alle elezioni presidenziali del 1990 ricevendo un 11% di preferenze contro il presidente in carica, Félix Houphouët-Boigny. Partecipò alle elezioni presidenziali del 2000, contro il leader militare Robert Guéï; quando quest'ultimo dichiarò d'aver vinto, una rivolta popolare a favore di Gbagbo (che sosteneva di aver vinto con il 59,4% dei voti) scoppiò nella capitale Abidjan. Guéï fu costretto a fuggire e Gbagbo divenne presidente il 26 ottobre.
Il 19 settembre 2002, un tentativo di colpo di Stato contro il governo di Gbagbo fallì e si trasformò in una rivolta. La versione ufficiale francese degli accadimenti parla di soldati ribelli che tentarono di prendere le città di Abidjan, Bouaké e Korhogo. Non riuscirono a prendere Abijdan, ma ebbero successo nelle altre due, situate rispettivamente nel centro e nel nord del paese. La situazione evolse velocemente in una guerra civile tra il sud controllato dai governativi ed il nord controllato dai ribelli, ma dopo alcuni mesi di combattimenti si raggiunse un accordo di pace con l'arrivo dei peacekeeper francesi a controllare la linea del cessate il fuoco.
La versione del governo ivoriano e di alcuni giornalisti indipendenti francesi di ispirazione progressista (ricordiamo che l'Fpi è stato espulso dall'internazionale socialista solo recentemente) presenti sul posto parla di ribelli mercenari pagati dal governo francese per destabilizzare un potere politico nazionalista ed intellettualmente autonomo che minava i forti interessi economici francesi in Costa d'Avorio. Secondo questa versione la guerra civile non si è mai verificata e non vi è stata una vera contrapposizione tra civili, ma solo una penetrazione di guerriglia istruita e pagata per la maggior parte costituita di stranieri. I peacekeeper francesi in tale versione controllarono sul campo gli accadimenti, favorendoli e guidandoli, senza riuscire però a rovesciare il governo grazie al suo forte consenso popolare delle etnie del sud e ad una mobilitazione violenta degli studenti. Naturalmente la stragrande maggioranza degli ivoriani non lo sosteneva, come le elezioni hanno dimostrato. La situazione arrivò quindi ad uno stallo e ad un conseguente accordo di pace che di fatto comunque avrebbe diminuito la governabilità del paese e ridotto l'efficacia delle riforme del Presidente Gbagbo.
Secondo i termini dell'accordo, Gbagbo sarebbe rimasto in carica (i ribelli avevano precedentemente chiesto la destituzione), ma un nuovo governo di unità nazionale avrebbe dovuto essere formato sotto un primo ministro "neutrale", comprendente il FPI, l'opposizione civile ed i rappresentanti dei gruppi ribelli. L'accordo è stato contestato da molti sostenitori del Presidente, che sostengono che troppe concessioni sono garantite per i ribelli e che i francesi sostengono gli obiettivi politici dei ribelli.
All'inizio di novembre del 2004, dopo il fallimento dell'accordo di pace, Gbagbo ordinò attacchi aerei contro i ribelli. Durante un attacco a Bouaké, furono colpiti alcuni soldati francesi, 9 dei quali rimasero uccisi; il governo ivoriano dichiarò che si trattava di un errore, ma i francesi sostennero che fosse stata un'azione deliberata. Essi risposero pertanto distruggendo i due jet Sukhoi che avevano partecipato a quell'attacco, praticamente gli unici aerei militari ivoriani. Violenti scontri di rappresaglia contro i francesi scoppiarono ad Abidjan e i principali leader del Fpi incitarono in televisione a cacciare i francesi. Vennero aperte le prigioni e i detenuti incitati al saccheggio, allo stupro, cosa che puntualmente si verificò, anche ai danni della locale comunità libanese.
Il mandato presidenziale di Gbagbo terminò ufficialmente il 30 ottobre 2005, ma a causa del mancato disarmo fu dichiarata l'impossibilità di indire un'elezione, pertanto il mandato venne esteso per un massimo di un anno, secondo un piano elaborato dall'Unione Africana; questo piano fu sostenuto dal Consiglio di Sicurezza delle Nazioni Unite. All'approssimarsi della scadenza di fine ottobre del 2006, si ritenne molto improbabile che le elezioni si sarebbero tenute entro la data stabilita; l'opposizione ed i ribelli rigettarono la possibilità di un prolungamento del mandato per Gbagbo. Il Consiglio di Sicurezza dell'ONU avallò un'altra estensione di un anno il 1º novembre 2006; in ogni caso, la risoluzione stabilì il rafforzamento dei poteri del Primo Ministro Charles Konan Banny. Gbagbo dichiarò il giorno seguente che alcuni elementi della risoluzione ritenuti anticostituzionali non sarebbero stati applicati.
Nelle elezioni presidenziali tenutesi alla fine del 2010, dopo aver vinto al primo turno, Gbagbo è risultato sconfitto al ballottaggio contro Alassane Ouattara (45,9% contro il 54,1% del suo avversario). Con l'appoggio del Consiglio Costituzionale, organismo strettamente legato alla presidenza, è stato ratificato un altro risultato con il quale, per l'annullamento di 7 sezioni elettorali del nord, corrispondenti al 13% degli aventi diritto al voto, Gbagbo è dichiarato vincente con il 51,45% dei consensi. La comunità internazionale, ha pressoché unanimemente riconosciuto la legittimità dell'elezione di Ouattara, contestando le resistenze di Gbagbo che, non cedendo alle rivendicazioni interne né alle pressioni esterne, ha determinato il riaprirsi del conflitto all'interno del paese.
Il 10 aprile 2011, Laurent Gbagbo è stato catturato assieme alla moglie Simone nella sua residenza-bunker ad Abidjan tramite l'intervento combinato di forze armate statunitensi, delle forze speciali francesi "La Licorne" (intervenute su mandato ONU a seguito di risoluzione 1975 votata quasi all'unanimità) e delle forze di opposizione del neo-presidente eletto Alassane Ouattara. In seguito è stato consegnato alla Corte penale internazionale dove è stato detenuto con l'accusa di crimini contro l'umanità fino al dicembre del 2018. Il 15 gennaio 2019 la Corte penale internazionale lo ha assolto dalle accuse di crimini di guerra e ne ha ordinato la liberazione. Da allora, Gbagbo è stato trattenuto in Belgio in condizione di libertà vigilata, in attesa della fine del processo di appello, terminato il 31 marzo 2021, con la conferma della sentenza di assoluzione.
Laurent Gbagbo ha avuto da una francese un figlio, Michel, insegnante universitario di psicologia e poeta. Presto, si sono separati. È sposato in seconde nozze con Simone Ehivet Gbagbo, controversa figura di politico, anch'essa incriminata come il marito dalla Corte penale internazionale per crimini contro l'umanità. Gbagbo è stato il primo capo di Stato a essere sottoposto a un processo da parte della Corte penale internazionale.